# Control and Reporting Centre Karup
Control And Reporting Centre Karup (CRCKAR) er den militære myndighed i Danmark, der har ansvaret for overvågningen af det danske luftrum. Centret hører under Air Control Wing, der er Flyvevåbnets overordnede luftkontrolinstans.
CRCKAR har til hovedopgave at identificere alle fly i dansk territorium samt identificere og eventuelt afvise ukendte fly, der krænker dansk suverænitet. Da man umiddelbart ikke kan identificere et ukendt fly, der flyver ind i dansk luftrum langt fra land eller danske militære enheder, har man afvisningsberedskabet, et antal F-16 Fighting Falcon jagerfly der står på beredskab 24 timer i døgnet, alle årets dage. Disse jagerfly kan lette med minutters varsel, og CRCKAR kan så dirigere flyene frem til målet for at identificere samt eventuelt afvise det fra at flyve ind i dansk luftrum, hvis det skulle vise sig at være et udenlandsk stats- eller militærfly uden lovligt ærinde.

## Eksterne links
- Flyvevåbnet: Om Air Control Wing
- Flyvevåbnet: ACW factsheet